# Haematopota sparsa
Haematopota sparsa är en tvåvingeart som beskrevs av Stone och Philip 1974. Haematopota sparsa ingår i släktet Haematopota och familjen bromsar. Inga underarter finns listade i Catalogue of Life.